# دميتري بوليكن

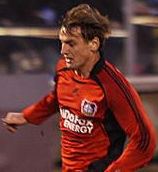
دميتري بوليكن

دميتري بوليكن (بالروسية: Дмитрий Олегович Булыкин)‏ ، من مواليد 20 نوفمبر 1979 في موسكو في روسيا ، لاعب كرة قدم روسي.
و هو يلعب حاليا مع نادي دينامو موسكو.
و قد لعب مع منتخب روسيا لكرة القدم في كأس الأمم الأوروبية لكرة القدم 2004.

## مسيرته الكروية
لعب دميتري بوليكن خلال مسيرته الاحترافية مع 10 أندية في ثلاثة وعشرون موسمًا وسجل خلالها 104 هدف ضمن 362 مباراة. حيث فاز في موسمين بالكأس وفي موسم واحد بالدوري.
خاض دميتري بوليكن مسيرته مع FC Kazanka Moscow ‏ في موسم 1995 في المرة الأولى واستمر معه طيلة ثلاثة مواسم ثم ما بين عامي 1998 و1999 لمدة موسم واحد، مشاركًا طوالها في 52 مباراة سجل خلالها 16 هدفًا. ثم انتقل إلى نادي لوكوموتيف موسكو في عامي 1997-1999 في المرة الأولى ولمدة موسمين ثم في عامي 1999-2001 ولمدة موسمين، حيث شارك طوالها في 68 مباراة سجل خلالها 18 هدفًا. لينتقل بعدها إلى نادي دينامو موسكو في موسم 2001 ليلعب معه سبعة مواسم، مشاركًا في 129 مباراة سجل خلالها 29 هدفًا. ثم انتقل إلى نادي باير 04 ليفركوزن في موسم 2007–08 ولمدة موسمين، مشاركًا في 15 مباراة سجل خلالها هدفين. هذا وانتقل لاحقًا إلى نادي رويال أندرلخت في موسم 2008–09 لمدة موسم واحد، مشاركًا في 10 مباريات سجل خلالها 3 أهداف. ثم انتقل بعدها إلى نادي فورتونا دوسلدورف في موسم 2009–10 لمدة موسم واحد، مشاركًا في 10 مباريات سجل خلالها هدفًا واحدًا. ليعود وينتقل من جديد، لكن هذه المرة إلى نادي أدو دين هاغ في موسم 2010–11 لمدة موسم واحد، مشاركًا في 30 مباراة سجل خلالها 21 هدفًا. لينتقل بعدها إلى نادي أياكس أمستردام في موسم 2011–12 لمدة موسم واحد، مشاركًا في 19 مباراة سجل خلالها 9 أهداف. ثم لعب في نادي تفينتي أنشخيدة في موسم 2012–13 لمدة موسم واحد، مشاركًا في 22 مباراة سجل خلالها 5 أهداف. ليعود ويرتحل عنه إلى نادي فولغا نيجني نوفغورود في موسم 2013–14 لمدة موسم واحد، مشاركًا في 7 مباريات ولم يسجل أي هدف.

## روابط خارجية
- دميتري بوليكن على موقع الاتحاد الدولي (مؤرشف)  (الإنجليزية)
- دميتري بوليكن على موقع الاتحاد الأوربي (الإنجليزية)
- دميتري بوليكن على موقع قاعدة بيانات كرة القدم.إي يو (الإنجليزية)
- دميتري بوليكن على موقع بيانات كرة القدم. دي إي (الألمانية)
- دميتري بوليكن على موقع ناشيونال فوتبول تيمز (الإنجليزية)
- دميتري بوليكن على موقع Soccerway.com (الإنجليزية)
- دميتري بوليكن على موقع عالم كرة القدم.نت (الإنجليزية)
- دميتري بوليكن على موقع AS.com (الإسبانية)